# 2008.
◄ | 20. stoljeće | 21. stoljeće | 22. stoljeće | ►
◄ | 1970-ih | 1980-ih | 1990-ih | 2000-ih | 2010-ih | 2020-ih | 2030-ih | ►
◄◄ | ◄ | 2005. | 2006. | 2007. | 2008. | 2009. | 2010. | 2011. | ► | ►►
Arhitektura • Astronautika • Astronomija • Biologija • Film • Fotografija • Glazba • Kazalište • Kemija • Kiparstvo • Knjige • Književnost • Kršćanstvo • Meteorologija • Medicina • Planinarstvo • Politika • Pravo • Promet • Slikarstvo • Strip • Šport • Televizija • Znanost • Zrakoplovstvo • Željeznički promet
2008. je prijestupna godina prema gregorijanskom kalendaru, a započela je u utorak.
Ovom godinom se obilježavaju:
- 500. obljetnica rođenja Marina Držića.
- 400. obljetnica rođenja Primoža Trubara i Petra Zoranića.
- 250. obljetnica rođenja Jamesa Monroea, Horatia Nelsona i Maximiliena Robespierrea.
- 200. obljetnica rođenja Luja Bonapartea.
- 150. obljetnica rođenja Josipa Kozarca, Maxa Plancka, Eleonore Duse, Theodorea Roosevelta, Selme Lagerlöf i Giacoma Puccinija.
- 100. obljetnica rođenja Simone de Beauvoir, Lyndona Bainesa Johnsona i Williama Saroyana.
- 200. obljetnica ukinuća Dubrovačke Republike.
- 150. obljetnica ukazanja Majke Božje u Lourdesu.

## Događaji

### Siječanj
- 1. siječnja – Cipar i Malta su uvele euro kao službenu valutu.
- 1. siječnja – Slovenija je kao prva nova članica počela predsjedati Europskom unijom.
- 1. siječnja – Započela primjena pravnog režima Zaštićenog ekološko-ribolovnog pojasa Republike Hrvatske i na države članice Europske unije.
- 1. siječnja – Ukinuto obvezno služenje vojnog roka u Oružanim snagama Republike Hrvatske.
- 1. siječnja – Hrvatska započela dvogodišnji mandat kao nestalna članica Vijeća sigurnosti UN-a.
- 7. – 12. siječnja – U Bjelovaru se održava 5. IPEW – Međunarodni udaraljkaški tjedan.
- 8. – 13. siječnja – U zagrebačkom Domu sportova, održava se Dvoransko nogometno prvenstvo Hrvatske – sezona 2007./'08.
- 9. siječnja – Hashim Thaci izabran za premijera Kosova.
- 11. siječnja – konstituiran šesti saziv Hrvatskog sabora. Za novog predsjednika izabran je dosadašnji potpredsjednik Luka Bebić.
- 12. siječnja – Hrvatski sabor izglasao povjerenje novoj Vladi Republike Hrvatske, na čelu s predsjednikom Ivom Sanaderom.
- 14. siječnja – NASA-in MESSENGER obavio prvi od tri preleta iznad Merkura.
- 17. – 27. siječnja – Hrvatska rukometna reprezentacija nastupa na Europskom prvenstvu u rukometu.
- 22. – 27. siječnja – Zagreb je domaćin Europskog prvenstva u umjetničkom klizanju.
- 24. siječnja – Romano Prodi dao je ostavku i time prestao biti talijanski premijer.
- 26. siječnja – Hrvatska liga protiv raka i Udruga Zdravka organizirat će po uzoru na Dan narcisa, kojim se upozorava na rak dojke,  po prvi puta Hrvatski dan mimoza – dan borbe protiv raka vrata maternice.
- 27. siječnja – Hrvatska rukometna reprezentacija osvojila srebro na Europskom prvenstvu u rukometu.
- 30. siječnja – HNV i DSHV uputili Otvoreno pismo državnom vrhu Republike Hrvatske i Republike Srbije te vlastima AP Vojvodine zbog "kršenja prava hrvatske manjine na obrazovanje na materinjem jeziku" u Srbiji.

### Veljača
- 2. veljače – U Dubrovniku je svečano otvorena 1036. Festa sv. Vlaha.
- 3. veljače – Boris Tadić ponovo izabran za predsjednika Srbije, pošto je u drugom krugu pobijedio protukandidata iz Srpske radikalne stranke, Tomislava Nikolića, tijesnim rezultatom 50,3% naprema 47,9% glasova.
- 3. veljače – U Rijeci održan srebrni 25. Međunarodni riječki karneval.
- Od 8. do 13. veljače u zagrebačkom kinu Europa održava se peti Human Rights Film Festival, prikazat će se četrdesetak igranih i dokumentarnih filmova s područja ljudskih prava.
- 13. veljače – U Splitu je održan dvoranski miting u skoku u vis za žene. Pobijedila je Blanka Vlašić s rekordom mitinga od 201 cm.
- 15. veljače – Povodom tridesetogodišnjice punka u Rijeci se održava koncert "Riječki novi val", na kojem će ponovno zasvirati legendarni riječki punk sastavi Parafi, Termiti, Umjetnici ulice, Grč, Ogledala i slovenski sastav Pankrti.
- 15. veljače – Na Sljemenu je održana 4. Snježna kraljica, slalomska utrka Svjetskoga kupa za skijašice.
- 17. veljače – Kosovo proglasilo neovisnost od Srbije.
- 17. veljače – U Zagrebu, na Sljemenu je održana 1. u povijesti slalomska utrka Svjetskoga kupa za skijaše. Pobijedio je Austrijanac Mario Matt. Ivica Kostelić bio je 2.
- 18. veljače – Skupština Srbije jednoglasno odlučila poništiti proglašenje neovisnosti Kosova
- 21. veljače – U Beogradu održan prosvjedni miting povodom proglašenja neovisnosti Kosova, a kojem je nazočilo više stotina tisuća građana. Na mitingu govorili premijer Srbije Vojislav Koštunica, zamjenik predsjednika Srpske radikalne stranke Tomislav Nikolić, kao i niz poznatih ličnosti iz javnog života Srbije. Oko 19 sati, na beogradskim ulicama, došlo do težih incidenata kada je zapaljeno veleposlanstvo SAD i oštećena zgrada veleposlanstva Hrvatske. U sukobima s policijom, povrijeđeno više desetina građana i policajaca.
- 23. veljače – U Opatiji na 16. Dori, pobijedili su Kraljevi ulice s pjesmom Romanca.
- 19. – 26. veljače – U Zagrebu je održan 4. međunarodni festival dokumentarnog filma pod nazivom ZagrebDox, najveći u regiji.

### Ožujak
- 8. ožujka – Premijer Srbije, Vojislav Koštunica, u izvanrednom obraćanju novinarima saopćio da Vlada više nema zajedničku politiku prema Kosovu i odnosima Srbije i Europske unije. Koštunica zatražio raspisivanje izvanrednih parlamentarnih izbora za svibanj.
- 8. – 18. ožujka – U Splitu se održavaju Dani kršćanske kulture – niz kulturnih događanja. Dio aktivnosti odvijat će se i u Šibeniku i Dubrovniku.
- 9. ožujka – Blanka Vlašić postala je svjetska dvoranska prvakinja u skoku u vis s preskočenih 203 cm, pobijedivši u španjolskom gradu Valenciji.
- 12. ožujka – Hrvatski sabor je prihvatio Vladino izviješće o stanju pregovora s Europskom unijom i odgodio primjenu ZERP-a na njezine članice.
- 13. ožujka – Predsjednik Srbije, Boris Tadić, raspustio parlament i raspisao izvanredne parlamentarne izbore za 11. svibnja.
- 13. ožujka – Hrvatski znanstveni tim predvođen Miroslavom Radmanom otkrio je seksualni život bakterija, o čemu je objavljen članak u najprestižnijem svjetskom znanstvenom časopisu Science.
- 13. – 17. ožujka – U Leipzigu je održan sajam knjiga, na kojem je Hrvatska zemlja partner, pod motom: "Leipzig liest kroatisch – Leipzig čita hrvatski".
- 16. ožujka – U Lukovdolu je otvoreno 46. Goranovo proljeće. Dobitnica Goranova vijenca je pjesnikinja Jasna Melvinger.
- 17. ožujka – KFOR je u sjevernom dijelu Kosovske Mitrovice intervenirao silom protiv tamošnjih Srba koji su par dana ranije zauzeli zgradu suda u tom gradu. Prilikom sukoba teže su ranjena dva Srbina.
- 19. ožujka – Hrvatska priznala neovisnost Kosova.
- 21. ožujka – U Knjaževcu u atentatu ubijen predsjednik suda u tom gradu, Dragiša Cvejić.
- 23. ožujka – Na Europskom prvenstvu u 50-metarskim bazenima u Eindhovenu brončanu medalju osvojila je Sanja Jovanović na 50 metara leđno.
- 24. ožujka – Na Europskom prvenstvu u 50-metarskim bazenima u Eindhovenu, hrvatski plivač Duje Draganja te hrvatska štafeta 4*100 mješovito (Gordan Kožulj, Vanja Rogulj, Mario Todorović i Duje Draganja) osvojili su srebrne medalje. Treću medalju osvojila je dan prije, brončana Sanja Jovanović na 50 metara leđno.
- 27. ožujka – 6. travnja – Na Zagrebačkom velesajmu održava se Zagreb Auto Show, sajam automobila i prateće industrije.
- 29. ožujka – 9 novih članica EU u potpunosti će početi primjenjivati Schengenski sporazum (otvorene luke i zračne luke).

### Travanj
- 3. travnja – Hrvatska je na sastanku na vrhu NATO-a u Bukureštu dobila pozivnicu za članstvo u tom savezu.
- 3. travnja – Od teških ozljeda glave nastalih od udarca potiljkom u betonski zid na stadionu u Zadru, na prvenstvenoj utakmici 29. ožujka, preminuo nogometaš 
 NK Zadra Hrvoje Ćustić.
- 4. – 5. travnja – Američki predsjednik George W. Bush službeno posjetio Hrvatsku.
- 9. travnja – Kanalski otok Sark ukinuo posljednji feudalni sustav u Europi.
- 9. travnja – Na sjednici Kosovske Skupštine usvojen je novi Kosovski ustav za kojeg je odlučeno da će na snagu stupiti 15. lipnja 2008. godine.
- 12. travnja – Na Svjetskom plivačkom prvenstvu u malim bazenima u Manchesteru, Duje Draganja oborio je svjetski rekord u disciplini 50 metara slobodnim stilom.
- 13. travnja – Na Svjetskom plivačkom prvenstvu u malim bazenima Sanja Jovanović osvojila je zlatnu medalju na 50 m leđno s novim svjetski rekordom, a Duje Draganja u disciplini 100 m slobodno osvojio je brončanu medalju, čime je Hrvatska na Svjetskom plivačkom prvenstvu u malim bazenima osvojila ukupno četiri medalje, dvije zlatne, dvije bronce, te dva svjetska rekorda.
- 13. travnja – Zadnji dan četverodnevnog Jazz festivala Jazzarella u Zagrebačkom kazalištu mladih, festival završava nastupom višestruke dobitnice Grammy nagrade Dianne Reeves.
- 16. – 18. travnja – U Rijeci se održavao 4. međunarodni Sajam novih tehnologija.
- 20. travnja – Paraolimpijac Mihovil Španja, najbolji hrvatski plivač s invaliditetom, isplivao je na 3. međunarodnom plivačkom mitingu "Zlatni Orlando" u Dubrovniku novi svjetski rekord na 50 metara prsno.
- 25. do 27. travnja – U Zagrebu su se održavali jubilarni 30. Dani znanstvene fantastike – SFeraKon.
- 26. – 27. travnja – U Varaždinu se održavao 5. susret hrvatske katoličke mladeži na kojem se okupilo oko 22 tisuće mladih.
- 26. travnja – Nogometaš Dinama Luka Modrić potpisao je za engleski nogometni klub Tottenham Hotspur F.C. za 21 milijun eura, što je rekordni transfer u povijesti hrvatskog nogometa.

### Svibanj
- 3. – 18. svibnja – U Bjelovaru se održavao kazališni festival – Bok fest, Bjelovarski odjeci kazališta.
- 7. svibnja – Dmitrij Medvedev položio predsjedničku zakletvu Rusije.
- 9. svibnja – U Zagrebu preminuo novinar i glazbeni kritičar te utemeljitelj Porina Dražen Vrdoljak.
- 10. svibnja – Pobjedom nad Rijekom od 6 : 1, Dinamo je proslavio naslov nogometnog prvaka Hrvatske 2008.
- 11. svibnja – U Srbiji održani izvanredni parlamentarni izbori.
- 20. svibnja – Pjesma Eurovizije 2008.
- 20. svibnja – U Zagrebu je hrvatski boksač Vedran Akrap obranio naslov prvaka zemalja izvan Europske unije u srednjoj kategoriji tehničkim nokautom u petoj rundi protiv Rusa Alekseja Čirkova.
- 21. svibnja – Znanstvenici prof. dr. Ivan Đikić i prof. Koraljka Husak s Medicinskog fakulteta Sveučilišta u Frankfurt na Majniu otkrili su novu bjelančevinu koja ima važnu ulogu u razvoju tumora i bolesti živčanog sustava.
- 21. svibnja – Manchester United osvojio treći naslov prvaka Europe pobijedivši Chelsea 6:5 u jedanaestercima.
- 22. svibnja – U drugoj polufinalnoj večeri 53. natjecanja za najbolju pjesmu Eurovizije u Beogradu Kraljevi ulice i 75 cents su se plasirali u finale koje se održalo 24. svibnja.
- 29. svibnja – Proglašen Nacionalni park Una.
- 29. – 31. svibnja – U Požegi se održao 16. Hrvatski festival jednominutnog filma.
- 31. svibnja – 5. lipnja – U Zagrebu traje Animafest, međunarodni festival animiranog filma.

### Lipanj
- 4. – 23. lipnja – U Zagrebu, u kazalištu Kerempuh održavaju se 32. Dani satire, festival satiričkih i komediografskih djela.
- 6. lipnja – Košarkaši Zadra osvojili su naslov prvaka Hrvatske pobijedivši KK Split u petoj utakmici doigravanja.
- 6. – 7. lipnja – U Bjelovaru su se održavali Dani češke kulture, kojima se promiče kultura Čeha u Hrvatskoj.
- 7. lipnja – Nogometna reprezentacija hrvatske manjine u Vojvodini postala europski doprvak na EP-u nacionalnih manjina održanom u Švicarskoj.
- 8. lipnja – Na Europskom nogometnom prvenstvu, hrvatska reprezentacija u Beču pobijedila domaćina Austriju s 1:0, golom Luke Modrića iz jedanaesterca.
- 12. lipnja – Na Europskom nogometnom prvenstvu, hrvatska reprezentacija u Klagenfurtu svladala Njemačku 2:1 zgodicima Darija Srne i Ivice Olića.
- 15. lipnja – Na snagu je stupio novi Kosovski ustav nakon što ga je Kosovski predsjednik Fatmir Sejdiu službeno inaugurirao na svečanoj akademiji u Prištini.
- 17. lipnja – U palači Hrvatske akademije znanosti i umjetnosti održano je svečano proglašenje i predstavljanje novih članova Akademije, koja nakon ovogodišnjih izbora ima ukupno 155 redovitih članova, zatim 139 dopisnih članova i 98 članova suradnika.
- 20. lipnja –  U četvrtfinalu Europskog prvenstva u nogometu, Hrvatska nogometna reprezentacija je nakon izvođenja jedanaesteraca izgubila od Turske, te time ispala iz daljeg natjecanja.
- 25. lipnja – Slavica Đukić-Dejanović (Socijalistička partija Srbije) izabrana za predsjednika Skupštine Srbije.
- 27. lipnja – Srpski vaterpolist, Danilo Ikodinović, teško je ozlijeđen u prometnoj nesreći kod Novog Sada.
- 27. – 29. lipnja – U Đurđevcu je održana 40. jubilarna Picokijada, turistička manifestacija temeljena na Legendi o picokima.
- 27. lipnja – 6. srpnja – U Crikvenici se održavao 6. Sport fest tijekom kojega su se vozile i utrke za prvenstvo Europe u Jet skiju.

### Srpanj
- 1. srpnja – Francuska je od Slovenije preuzela predsjedanje Europskom unijom.
- 4. – 6. srpnja – U Koprivnici su se odvijali 14. Podravski motivi, tradicijska i turistička manifestacija.
- 6. srpnja – Na Alpskom kupu u Lyonu, hrvatska reprezentacija u hokeju na travi osvojila je drugo mjesto.
- 7. srpnja – Srbija dobila novu Vladu, sastavljenu od Demokratske stranke i koalicije oko Socijalističke partije Srbije, a na čije je čelo došao Mirko Cvetković.
- 10. srpnja – Otvorene su 59. Dubrovačke ljetne igre, koje su ove godine posvećene 500. obljetnici rođenja Marina Držića.
- 16. – 20. srpnja – U Zagrebu se održala 42. Međunarodna smotra folklora.
- 18. – 22. srpnja – U Svetvinčentu održava se 9. Festival plesa i neverbalnog kazališta.
- 19. – 20. srpnja – U Daruvaru održale su se Češke žetvene svečanosti – Dožinky, najveća manifestacija Čeha u Hrvatskoj.
- 19. srpnja – U Areni u Puli, svečano je otvoren 55. Festival igranog filma.
- 21. srpnja – U Beogradu je uhićen haški optuženik Radovan Karadžić nakon što se trinaest godina skrivao i proveo u bijegu.
- 22. srpnja – Veljko Rogošić prvi je plivač u povijesti, koji je preplivao Sredozemno more, između Sicilije i rta Bon u Tunisu. Trebalo mu je 50 sati i 25 minuta.
- 27. lipnja – Započeo je festival Riječke ljetne noći, u kojem će do 25. srpnja poznati umjetnici Rijeku pretvoriti u ljetnu pozornicu.
- 28. srpnja – 1. kolovoza – U Motovunu se održao Motovunski filmski festival.
- 30. srpnja – Radovan Karadžić izručen Haaškom tribunalu tijekom noći.

### Kolovoz
- 3. kolovoza – U Sinju je održana 293. Sinjska alka. Pobijedio je Andrija Hrgović s dva pogodaka "u sridu" i s jednim "u dva".
- 7. kolovoza – Započeo je Rusko-gruzijski rat 2008. u kojem su Rusija i Gruzija lansirale velike ofenzive unutar separatističke regije Južne Osetije nakon nesuglasica o granici s obje strane koje su počele već nekoliko dana ranije.
- 8. – 24. kolovoza – U Pekingu (glavni grad Kine) su održane 29. Ljetne olimpijske igre.
- 9. kolovoza – U Maratonu lađa, natjecanju autohtonih plovila u dolini Neretve, pobijedila je ekipa Staševica.
- 9. kolovoza – Hrvatska reprezentativka u streljaštvu Snježana Pejčić osvojila je brončano odličje na Olimpijskim igrama u Pekingu u disciplini zračna puška deset metara.
- 15. kolovoza – Pushpa Kamal Dahal (također poznat kao Prachanda) prisegao je kao prvi Premijer Federalne Demokratske Republike Nepal nakon što je Nepalska Monarhija ukinuta u svibnju.
- 17. kolovoza – Hrvatski gimnastičar Filip Ude osvojio je srebrnu medalju u vježbi na konju s hvataljkama na Olimpijskim igrama u Pekingu.
- 18. kolovoza – Pervez Musharraf je odstupio od položaja predsjednika Pakistana zbog stalnog pritiska koalicijske vlade.
- 21. kolovoza – Hrvatska taekwondoašica Martina Zubčić osvojila je brončanu medalju na Olimpijskim igrama u kategoriji do 57 kilograma.
- 22. kolovoza – Hrvatska taekwondoašica Sandra Šarić osvojila je brončanu medalju na Olimpijskim igrama nakon repasaža u kategoriji do 67 kilograma.
- 22. kolovoza – Hrvatska rukometna reprezentacija poražena je od Francuske rukometne reprezentacije u polufinalu Olimpijskih igrama rezultatom 25:23, te će se tako boriti za brončanu medalju.
- 22. kolovoza – Učenici zagrebačke V. gimnazije na Međunarodnoj informatičkoj olimpijadi osvojili su zlatnu, srebrnu i dvije brončane medalje.
- 22. – 31. kolovoza – U Varaždinu traje 10. Špancirfest – festival šetača i uličnih zabavljača.
- 22. kolovoza – Pirati oteli njemački, iranski i japanski teretni brod izvan obale Somalije (od 20. lipnja 2008. bilo je 7 takvih napada).
- 23. kolovoza – U Šibeniku je održan 11. Festival dalmatinske šansone.
- 23. kolovoza – Hrvatska atletičarka Blanka Vlašić osvojila je srebrnu medalju na Olimpijskim igrama s preskočenih 205 cm.
- 24. kolovoza – Hrvatska vaterpolska reprezentacija izgubila je od Španjolske u utakmici za 5. mjesto rezultatom 11:9 i tako Olimpijske igre završila na 6. mjestu.
- 24. kolovoza – Hrvatska rukometna reprezentacija izgubila je od Španjolske u utakmici za brončanu medalju rezultatom 35:29 i tako Olimpijske igre završila na 4. mjestu.
- 24. kolovoza – Film "Buick Riviera" hrvatskog redatelja Gorana Rušinovića pobijedio je na 14. Sarajevskom filmskom festivalu. Proglašen je najboljim u natjecateljskom programu u kategoriji igranog filma, a Leon Lučev i Slavko Štimac podijelili su nagradu za najboljeg glumca.
- 26. kolovoza – Rusija je jednostrano priznala neovisnost pobunjenih gruzijskih pokrajina Južne Osetije i Abhazije.

### Rujan
- 1. rujna – Papa Franjo proglasio slovačku mučenicu Annu Kolesárovu blaženicom Katoličke Crkve na stadionu u Košicama.
- 5. – 7. rujna – U Gudovcu kraj Bjelovara održava se 16. jesenski međunarodni bjelovarski sajam.
- 5. – 7. rujna – U Požegi se odvija 39. glazbeni festival "Zlatne žice Slavonije".
- 7. rujna – U Ludbregu je završila manifestacija „Deset dana Svete nedjelje“ u prošteništu Predragocjene Krvi Kristove.
- 10. rujna – Na Paraolimpijskim igrama u Pekingu hrvatski atletičar Darko Kralj osvojio je zlatnu medalju u bacanju kugle, a hrvatski atletičar Branimir Budetić osvojio je srebrnu medalju u bacanju koplja.
- 15. rujna – Hrvatska atletičarka Antonia Balek na Paraolimpijskim igrama u Pekingu osvojila je dvije zlatne medalje, jednu u bacanju kugle i drugu u bacanju koplja.
- 25. – 27. rujna – U Dubrovniku se održavao svjetski festival baštine "Najbolji u baštini".

### Listopad
- 1. listopada – U Zagrebu se održavala T-HT-ova konferencija s gostima predavačima Jimmyjem Walesom i Benjaminom Zanderom.
- 3. – 7. listopada – U Bjelovaru se odvijao 3. festival dokumentarnog filma – DokuArt.
- 4. listopada – U Đakovu je svečano proslavljena ponovna uspostava drevne Srijemske biskupije, osnivanje Đakovačko-osječke crkvene pokrajine i uzdignuća Đakovačko-osječke nadbiskupije na metropolitansko središte.
- 12. listopada – 18. studenog – U Beču se održava 4. festival hrvatske glazbe, koji će obuhvaćati koncerte jazz i klasične glazbe.
- 16. – 30. listopada – U zagrebačkome Dramskom kazalištu Gavella održavaju se 23. "Gavelline večeri".
- 19. listopada – U Zagrebu je započeo Zagrebački filmski festival, koji je trajao do 25. listopada, a za nagradu Zlatna kolica natjecalo se 11 dugometražnih, 15 kratkih igranih, 12 dokumentarnih te 10 novih hrvatskih filmova programa "Kockice".
- 24. listopada – Sportska dvorana u Balama proglašena je najboljim sportskim objektom na svijetu na Svjetskom festivalu arhitekture u Barceloni.

### Studeni
- 3. – 9. studenog – U Rijeci se održavala XIII. Revija lutkarskih kazališta, a svečano otvorenje počelo je s njemačkom lutkarskom operom "Čarobna frula – kušnja".
- 14. – 16. studenog – U Zagrebu se održava 41. Zlatna pirueta, natjecanje u umjetničkom klizanju na ledu.
- 4. studenog – Na izborima u Sjedinjenim Američkim Državama Barack Obama je izabran za 44. predsjednika Sjedinjenih Američkih Država, čime je ujedno postao i prvi predsjednik te države koji nije bio bijelac.
- 7. studenog – Republika Hrvatska je svoj Ured za veze u Prištini podigla na razinu veleposlanstva.
- 14. – 16. studenog – U zagrebačkom Studentskom centru održavao se XI. međunarodni festival stripa Crtani romani šou. Gosti festivala bili su hrvatski velikani stripa Julio Radilović, Rudi Aljinović, Ivica Bednjanec, Žarko Beker, Esad Ribić i Miki Muster iz Slovenije.
- 15. studenog – Hrvatski karatist Danil Domjdoni postao je prvak svijeta u karateu do 60 kg na Svjetskom prvenstvu u Tokiju, a Ema Aničić osvojila je brončanu medalju.
- 22. studenog – U erupciji vulkana Nevado del Uila u južnoj Kolumbiji poginulo je najmanje 10, a evakuirano je oko 12.000.
- 23. studenog – U Brazilu je proglašeno izvanredno stanje zbog poplava u državi Santa Catarina u kojima je poginulo 65, a evakuirano oko 20.000 ljudi.
- 24. – 27. studenog – U službenom posjetu Republici Hrvatskoj boravio je Fra' Matthew Festing, princ i veliki meštar Suverenog malteškog viteškog reda, te je osim Zagreba, posjetio Slavoniju i Dalmaciju.
- 26. studenog – Stanovnici Grenlanda su na referendumu podržali predlog za veću autonomiju od Danske.
- 26. studenog – U nizu terorističkih napada u Mumbaiju poginulo je najmanje 195, a ranjeno najmanje 327 osoba.
- 29. studenog – U Bjelovaru je održana 2. Večer nacionalnih manjina. Predstavilo se osam nacionalnih manjina sa svojim bogatim kulturno – umjetničkim programom.
- 30. studenog – Kapetan Kristo Laptalo napokon stigao u Dubrovnik. Nevin je proveo 17 mjeseci u zatvoru u Grčkoj samo zato što je bio zapovjednik na brodu na kojem je pronađena droga u teretu.
- 30. studenog – U sukobu kršćana i muslimana u mjestu Jos u Nigeriji poginula je 381 osoba, a ranjeno je više od 300 osoba.

### Prosinac
- 1. prosinca – Hrvatska preuzela predsjedanje Vijećem sigurnosti UN-a.
- 2. prosinca – Ustavni sud Tajlanda naredio je raspuštanje vladajuće stranke optužene za izbornu krađu, te je zabranio premijeru Somchaiju Wongsawatu političke aktivnosti na pet godina.
- 2. prosinca – U Zimbabveu je kolera odnijela najmanje 484 života, a registrirano je više od 11.700 slučajeva zaraženih od izbijanja epidemije u kolovozu 2008.
- 5. prosinca – Održani su mirni prosvjedi protiv 10. sastava Vlade Republike Hrvatske na glavnim trgovima Zagreba, Splita, Rijeke, Požege, Vukovara te Osijeka nakon što se grupa ljudi okupila na internetskoj društvenoj mreži Facebook u grupu pod nazivom Stegnite vi svoj remen, bando lopovska zbog sve veće gospodarske krize i lošeg društvenog stanja u Hrvatskoj.
- 6. prosinca – Hrvatski film “Armin” redatelja Ognjena Sviličića, pobijedio je na Festivalu mediteranskog filma u Bruxellesu.
- 6. prosinca – U Pragu je otkriven spomenik Vladimiru Prelogu, hrvatskom kemičaru i nobelovcu, koji je studirao i doktorirao u glavnom češkom gradu.
- 10. prosinca – Održani su prvi izbori u britanskom krunskom posjedu Sarku nakon ukidanja feudalizma.
- 11. prosinca – U Rijeci je započelo Europsko prvenstvo u plivanju u kratkim bazenima 2008. Najbolji hrvatski plivač Duje Draganja osvojio je brončanu medalju u disciplini 50 metara slobodno.
- 12. prosinca – Švicarska je postala 18. europska država koja je pristupila Schengenskom sporazumu.
- 12. prosinca – U Rijeci je Sanja Jovanović srušila svjetski rekord na 100 metara leđno i time osvojila zlatnu medalju na Europskom prvenstvu u plivanju u kratkim bazenima 2008.
- 13. prosinca – U Rijeci je Sanja Jovanović srušila svjetski rekord na 50 metara leđno i time osvojila zlatnu medalju na Europskom prvenstvu u plivanju u kratkim bazenima 2008.
- 14. prosinca – Hrvatska plivačka štafeta u sastavu Duje Draganja, Aleksej Puninski, Bruno Barbić i Mario Todorović osvojila je brončanu medalju u utrci štafeta 4x50 metara Europskom prvenstvu u plivanju u kratkim bazenima 2008. u Rijeci.
- 14. prosinca – Ponovno je uspostavljen promet na dionici željezničke pruge između Vinkovaca i Osijeka, nakon više od 17 godina.
- 19. prosinca – U Splitu je otvorena nova Sveučilišna knjižnica vrijedna 250 milijuna kuna, nakon što je prije 3 godine polegnut kamen temeljac, a prostire se na 17 000 m2. Zbog svega toga prozvana je Ponos Hrvatske, te je svojim otvorenjem postala drugim najvažnijim objektom u hrvatskoj znanosti i kulturi nakon one nacionalne i sveučilišne knjižnice u Zagrebu. Trebat će, međutim, najmanje 2 mjeseca da se s više lokacija po gradu u nju prenese sva građa te da se u potpunosti opremi svom potrebnom opremom, pa će s radom zato početi tek krajem veljače ili početkom ožujka 2009. godine.
- 19. prosinca – U Zagrebu je održan veliki humanitarni koncert za maestra Vjekoslava Šuteja i Zakladu Ana Rukavina, na kojem je nastupio José Carreras i dr.
- 19. prosinca – NASA-ina orbiter Izvidnica je na Marsu otkrila minerale koji mogu nastati jedino uz prisutnost vode prije 3 milijarde godina, što bi značilo da je u tome periodu bilo mogućih uvjeta za nastanak života na tome planetu.
- 21. – 22. prosinca – Hrvatski skijaš Ivica Kostelić bio je 2. u veleslalomu u talijanskoj Alta Badiji, što mu je najbolji rezultat u veleslalomu u karijeri, a dan kasnije pobijedio je u istome mjestu u slalomu.
- 22. prosinca – Otvorena je dionica autoceste A1, Šestanovac – Zagvozd – Ravča, duga 40 km.
- 23. prosinca – U Gvineji su raspuštene vlada i njezine institucije, suspendiran je ustav, te su suspendirane sve političke i sindikalne aktivnosti nakon što je umro predsjednik te države Lansana Conté.
- 24. prosinca – U Gvineji je vojna hunta imenovala satnika Moussu Dadisa Camaru novim gvinejskim predsjednikom.
- 27. prosinca – Započeo Rat u Gazi
- 27. prosinca – Prijateljskom utakmicom između rukometnih reprezentacija Hrvatske i Rusije pred 15.200 gledatelja službeno je otvorena Arena Zagreb, najveća sportska dvorana u Hrvatskoj.
- 27. prosinca – U Splitu je svečanim koncertom otvorena višenamjenska sportska dvorana Spaladium Arena, s 12 tisuća sjedećih mjesta.
- 28. prosinca – U Osijeku svečano otvorena višenamjenska sportska dvorana Gradski vrt koja će između ostalog služit i za svjetsko prvenstvo u rukomentu 2009. koje će se održati u Hrvatskoj.

## 2008. u sportu
- 30. prosinca 2007. – 6. siječnja 2008. – Turneja četiri skakaonice – međunarodno natjecanje u skijaškim skokovima na kojem je pobijedio Janne Ahonen.
- 17. – 27. siječnja – U Norveškoj se održalo EP u rukometu na kojem Hrvatska rukometna reprezentacija osvojila 2. mjesto.
- 22. – 27. siječnja – Zagreb je bio domaćin Europskog prvenstva u umjetničkom klizanju.
- 16. ožujka – Započela 59. sezona u Formuli 1.
- 7. – 29. lipnja – Europsko prvenstvo u nogometu u Austriji i Švicarskoj.
- 4. – 13. srpnja – U Španjolskoj održano Europsko prvenstvo u vaterpolu.
- 8. – 24. kolovoza – Ljetne olimpijske igre u Pekingu.
- 2. – 14. prosinca – U Makedoniji održano Europsko prvenstvo u rukometu za žene.
- Započela Jadranska vaterpolska liga.
- 11. – 14. prosinca – U Rijeci održano Europsko prvenstvo u plivanju u kratkim bazenima 2008.

## Rođenja

### Siječanj – ožujak
- 16. siječnja - Leon Jakirović, hrvatski nogometaš

## Smrti

### Siječanj
- 5. siječnja – Galiano Pahor, hrvatski glumac (* 1955.)
- 7. siječnja – Zvone Mornar, hrvatski novinar i publicist (* 1920.)
- 11. siječnja – Edmund Hillary, novozelandski planinar (* 1919.)
- 15. siječnja – Brad Renfro, američki glumac (* 1982.)
- 16. siječnja – Nikola Kljusev, makedonski premijer (* 1927.)
- 17. siječnja – Robert Fischer, američki šahist (* 1943.)
- 19. siječnja – Suzanne Pleshette, američka glumica (* 1937.)
- 19. siječnja – Alija Kebo, bosanskohercegovački pisac i pjesnik (* 1932.)
- 22. siječnja – Heath Ledger, australski glumac (* 1979.)
- 25. siječnja – Zvonimir Črnko, hrvatski glumac (* 1936.)
- 27. siječnja – Suharto, indonezijski političar i predsjednik (* 1921.)
- 28. siječnja – Ante Dulčić, hrvatski glumac (* 1932.)
- 28. siječnja – Ana Bešlić, srpska kiparica (* 1912.)
- 31. siječnja – Sergio Noja Noseda, talijanski profesor (* 1931.)

### Veljača
- 2. veljače – Joshua Lederberg, američki molekularni biolog (* 1925.)
- 6. veljače – Ferante Colnago, hrvatski nogometaš (* 1941.)
- 10. veljače – Roy Scheider, američki glumac (* 1932.)
- 15. veljače – Marijan Oblak, zadarski nadbiskup u miru (* 1919.)
- 19. veljače – Jegor Letov, ruski pjevač (* 1964.)
- 20. veljače – Franc Perko, beogradski nadbiskup slovenskog porijekla (* 1929.)
- 23. veljače – Janez Drnovšek, slovenski političar i državnik (* 1950.)
- 27. veljače – William F. Buckley Jr., američki autor i komentator (* 1925.)

### Ožujak
- 4. ožujka – Semka Sokolović-Bertok, hrvatska glumica bosanskohercegovačkog porijekla (* 1935.)
- 14. ožujka – Chiara Lubich, talijanska katolička aktivistica (* 1920.)
- 18. ožujka – Anthony Minghella, engleski režiser (* 1954.)
- 19. ožujka – Sir Arthur Charles Clarke, britanski književnik (* 1917.)
- 19. ožujka – Hugo Claus, belgijski književnik (* 1929.)
- 20. ožujka – Antun Skenderović, hrvatski političar (* 1932.)
- 24. ožujka – Anatolij Kudrjavcev, hrvatski povjesničar kulture, teatrolog i kazališni kritičar (* 1930.)
- 24. ožujka – Boris Dvornik, hrvatski glumac, redatelj i scenarist (* 1939.)

### Travanj
- 3. travnja – Hrvoje Ćustić, hrvatski nogometaš (* 1983.)
- 3. travnja – Ivan Korade, umirovljeni hrvatski general (* 1964.)
- 4. travnja – Jadranko Crnić, hrvatski pravnik (* 1928.)
- 5. travnja – Charlton Heston, američki filmski, kazališni i televizijski glumac (* 1923.)
- 17. travnja – Danny Federici, američki glazbenik (* 1950.)
- 20. travnja – Monica Lovinescu, rumunjska novinarka (* 1923.)
- 24. travnja – Tarlochan Singh, indijski hokejaš na travi (* 1923.)
- 25. travnja – Milan Kangrga, hrvatski filozof (* 1923.)
- 29. travnja – Albert Hofmann, švicarski kemičar (* 1906.)

### Svibanj
- 2. svibnja – Marijan Cipra, hrvatski filozof i prevoditelj (* 1940.)
- 3. svibnja – Nakib Abdagić, bosanskohercegovački glumac (* 1947.)
- 9. svibnja – Dražen Vrdoljak, hrvatski novinar i glazbeni kritičar, utemeljitelj Porina (* 1951.)
- 12. svibnja – Irena Sendler, poljska humanitarka (* 1910.)
- 18. svibnja – Rade Dumanić, hrvatski političar (* 1918.)
- 21. svibnja – Ante Puljić, hrvatski ekonomist i prevoditelj (* 1941.)
- 26. svibnja – Sydney Pollack, američki redatelj, producent i glumac (* 1934.)
- 29. svibnja – Harvey Korman, američki glumac i komičar (* 1927.)

### Lipanj
- 1. lipnja – Yves Saint-Laurent, francuski modni kreator i kosimograf (* 1936.)
- 2. lipnja – Bo Diddley, američki pjevač i gitarist (* 1928.)
- 8. lipnja – Šaban Bajramović, romski glazbenik (* 1936.)
- 12. lipnja – Luka Ritz, hrvatski učenik (* 1990.)
- 16. lipnja – Zlatko Tomičić, hrvatski književnik (* 1930.)
- 17. lipnja – Cyd Charisse, američka plesačica i glumica (* 1921.)
- 18. lipnja – Ante Šantić, hrvatski znanstvenik (* 1928.)
- 22. lipnja – George Carlin, američki komičar i glumac (* 1937.)
- 24. lipnja – Leonid Hurwicz, američki ekonomist (* 1917.)
- 29. lipnja – Don S. Davis, američki glumac (* 1942.)

### Srpanj
- 8. srpnja – Kata Šoljić, junakinja Domovinskog rata, simbol patnje i hrabrosti (* 1922.)
- 9. srpnja – Ivica Žerjavić, hrvatski arhitekt (* 1955.)
- 12. srpnja – Andrés Mitrovic Guic, čileanski košarkaš (* ?)
- 20. srpnja – Dinko Šakić, hrvatski ustaški časnik (* 1921.)
- 22. srpnja – Estelle Getty, američka glumica (* 1923.)
- 23. srpnja – Ahmet Hadžipašić, bosanskohercegovački političar (* 1952.)
- 27. srpnja – Werner Rosenbaum, njemački hokejaš na travi (* 1927.)
- 29. srpnja – Mate Parlov, hrvatski boksač (* 1948.)
- 30. srpnja – Zlata Bartl, bosanskohercegovačko-hrvatska znanstvenica (* 1920.)

### Kolovoz
- 1. kolovoza – Harkishan Singh Surjeet, indijski političar (* 1916.)
- 2. kolovoza – Radu Grigorovici, rumunjski fizičar, akademik (* 1911.)
- 3. kolovoza – Aleksandar Solženjicin, ruski književnik i nobelovac (* 1918.)
- 5. kolovoza – Gordana Muzaferija, bosanskohercegovačka teatrologinja (* 1948.)
- 5. kolovoza – Darko Deković, hrvatski znanstvenik i književnik (* 1947.)
- 6. kolovoza – Krešo Novosel, hrvatski TV urednik, novinar i pisac (* 1926.)
- 8. kolovoza – Bernie Mac, američki glumac i komičar (* 1957.)
- 10. kolovoza – Isaac Hayes, američki glumac i glazbenik (* 1942.)
- 15. kolovoza – Tomislav Pinter, hrvatski filmski stvaratelj, predsjednik Hrvatske udruge filmskih snimatelja (* 1926.)
- 17. kolovoza – Franco Sensi, talijanski poduzetnik (* 1926.)
- 19. kolovoza – Levy Mwanawasa, afrički političar (* 1948.)
- 20. kolovoza – Mario Bertok, hrvatski šahist (* 1929.)
- 29. kolovoza – Franjo Brkić, hrvatski književnik (* 1937.)

### Rujan
- 7. rujna – Dino Dvornik, hrvatski pjevač (* 1964.)
- 9. rujna – Radovan Marušić, hrvatski scenski umjetnik (* 1932.)
- 12. rujna – Tomislav Ladan, hrvatski jezikoslovac, književnik, prevoditelj (* 1932.)
- 15. rujna – Juraj Njavro, hrvatski političar i liječnik (* 1938.)
- 20. rujna – Henryk Flinik, poljski hokejaš na travi (* 1928.)
- 23. rujna – Sonja Savić, srpska glumica (* 1961.)
- 24. rujna – Vice Vukov, hrvatski pjevač (* 1936.)
- 26. rujna – Paul Newman, američki glumac (* 1925.)

### Listopad
- 16. listopada – Dubravka Gall, hrvatska glumica (* 1930.)
- 19. listopada – Hamo Ibrulj, hrvatski akademski slikar (* 1946.)
- 23. listopada – Ivo Pukanić, hrvatski novinar (* 1961.)
- 30. listopada – Ivo Perišin, hrvatski akademik (* 1925.)
- 30. listopada – Ico Voljevica, hrvatski karikaturist (* 1922.)

### Studeni
- 9. studenog – Ljerko Spiller, hrvatsko-argentinski violinist i glazbeni pedagog (* 1908.)
- 10. studenog – Miriam Makeba, južnoafrička pjevačica (* 1932.)
- 12. studenog – Željko Hell, hrvatski književnik (* 1923.)
- 21. studenog – Vlado Puljić, hrvatski književnik (* 1934.)

### Prosinac
- 1. prosinca – Mikel Laboa, baskijski pjevač (* 1934.)
- 4. prosinca – Pero Budak, hrvatski književnik (* 1917.)
- 5. prosinca – Patrijarh Aleksije II., patrijarh Ruske pravoslavne crkve (* 1929.)
- 8. prosinca – Manzoor Hussain Atif, pakistanski hokejaš na travi (* 1928.)
- 9. prosinca – Dražan Jerković, hrvatski nogometaš, reprezentativac, trener, sportski direktor i izbornik (* 1936.)
- 16. prosinca – Simo Mraović, hrvatski književnik (* 1966.)
- 18. prosinca – Ivan Rabuzin, hrvatski slikar (* 1921.)
- 18. prosinca – Majel Barrett, američka glumica (* 1932.)
- 20. prosinca – Gordan Čačić, hrvatski general i političar (* 1961.)
- 22. prosinca – Alfred Lücker, njemački hokejaš na travi (* 1931.)
- 23. prosinca – Lansana Conté, predsjednik Gvineje (* 1934.)
- 24. prosinca – Harold Pinter, engleski dramatičar, glumac i kazališni redatelj (* 1930.)
- 25. prosinca – Eartha Kitt, američka glumica, pjevačica te zvijezda kabareta (* 1927.)
- 25. prosinca – Ann Savage, američka glumica (* 1921.)
- 27. prosinca – Grga Rupčić, hrvatski pjesnik i esejist (* 1932.)
- 30. prosinca – Ante Čičin-Šain, hrvatski ekonomist, diplomat i prvi guverner HNB-a (* 1935.)

## Nobelova nagrada za 2008. godinu
- Fizika: Makoto Kobajaši, Tošihide Maskava i Joičiro Nambu
- Kemija: Osamu Shimomura, Martin Chalfie i Roger Yonchien Tsien
- Fiziologija i medicina: Harald zur Hausen, Françoise Barré-Sinoussi i Luc Montagnier
- Književnost: Jean-Marie Gustave Le Clézio
- Mir: Martti Ahtisaari
- Ekonomija: Paul Krugman

## Ostali projekti
|  | Zajednički poslužitelj ima još gradiva o temi 2008. |